# Тре Фонтане (Бергамо)
Тре Фонтане је насеље у Италији у округу Бергамо, региону Ломбардија.
Према процени из 2011. у насељу је живело 7 становника. Насеље се налази на надморској висини од 199 м.